# IGOR Pro
Igor Pro（イゴール プロ）はWaveMetrics社のグラフ処理ソフト。高度なデータ解析、プログラミングツールをひとつに統合した科学者向けのアプリケーションである。最新バージョンは9（日本語版/英語版とも2021年9月発売）。v6.3までは「IGOR Pro」だったが v7から新しく「Igor Pro」が正式な記載となった。また、Mac版とWin版の区別がなくなり両方使用可(ただし購入ユーザー数以上の同時起動は不可)となった。

## 機能
- 学術論文向けの高品位なグラフ作成（複数レイヤ、3Dグラフ、曲線あてはめ）
- 大規模データの高速処理
- 充実した図表作成機能
- 豊富な解析機能（フーリエ、ウェーブレット、Hough 変換。線形/非線形回帰曲線。微分、積分、常微分方程式。畳み込み演算。ヒストグラム。スムージング。行列演算。信号測定。行列データの等高線。偽カラー表示。画像のフィルタリング、操作、粒子解析）
- 拡張機能（XOP ToolkitによるC 言語で記述したオリジナルプラグインの作成。NIDAQ ToolsによるNational Instruments 社ボードからのDAQ。）
- 処理の自動化・プログラミング